# Maximiana in Numidia
Maximiana in Numidia (łac. Diocesis Maximianensis in Numidia) – stolica historycznej diecezji w Cesarstwie rzymskim w prowincji Numidia zlikwidowana w VII w. podczas ekspansji islamskiej, współcześnie w północnej Algierii. Obecnie katolickie biskupstwo tytularne.

## Biskupi tytularni
| Lp. | Biskup                     | Funkcja                                   | Od                | Do               |
| --- | -------------------------- | ----------------------------------------- | ----------------- | ---------------- |
| 1   | Gustave-Joseph Deswazières | wikariusz apostolski Beihai (Chiny)       | 18 lutego 1928    | 11 kwietnia 1946 |
| 2   | Enrique María Dubuc Moreno | biskup koadiutor Barquisimeto (Wenezuela) | 17 listopada 1947 | 22 czerwca 1962  |
| 3   | Ramón Munita Eyzaguirre    | emerytowany biskup San Felipe (Chile)     | 23 kwietnia 1963  | 22 grudnia 1970  |
| 4   | Joseph Rozier              | biskup pomocniczy Clermont (Francja)      | 10 maja 1971      | 5 lipca 1975     |
| 5   | Emilio Benavent Escuín     | ordynariusz Polowy Hiszpanii              | 25 maja 1977      | 7 marca 1998     |
| 6   | Joseph Mugenyi Sabiiti     | biskup pomocniczy Fort Portal (Uganda)    | 2 stycznia 1999   |                  |